# Jan Hanski
Jan Hanski, německy Johannes Hansky, (24. listopadu 1925 Njebjelčicy – 15. července 2004 Eisenhüttenstadt) byl lužickosrbský malíř a grafik. Ku příležitosti jeho 70. narozenin se v roce 1995 konala v Chotěbuzi rozsáhlá výstava.